# ピックの定理

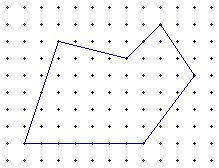
頂点が全て格子点上にある多角形

ピックの定理（-ていり、Pick's theorem）は等間隔に点が存在する平面上にある多角形の面積を求める公式である。この場合の多角形の頂点は全て右図のように、最も近い点同士の間隔を1とする正方格子点（等間隔に配置されている点）上にあり、内部に穴は開いていないものとする。多角形の内部にある格子点の個数を i、辺上にある格子点の個数を b とするとこの種の多角形の面積 S は以下の式で求められる。
{\displaystyle S=i+{\frac {1}{2}}b-1}
例えば図の六角形なら内部にある点が i = 39 個、辺上にある点が b = 14 個なので S = 39 + 14/2 − 1 = 45 と簡単に計算できる。
この定理は 1899 年に ゲオルグ・アレクサンダー・ピックによって初めて示され、エルハート多項式により三次元以上に拡張して一般化することができる。
同公式はまた、多面体上の図形に対して一般化することもできる。
日本の義務教育ではこの公式は学習しないことが多い。
上に述べたこの定理は、単純な多角形、つまり単一の図形であり穴が開いていないものにのみ適用可能であることに注意されたい。
より一般的な多角形に対しては、同公式の − 1 を − χ(P) で置き換える必要がある。
ここに χ(P) は、多角形 P のオイラー標数である。

## 証明
多角形 P と、一辺を P と共有する三角形 T を考える。
ピックの定理が P と T においてそれぞれ成り立つと仮定し、P に T を付加した多角形 PT においても同定理が成り立つことを示そう。
P と T は一辺を共有しているので、同辺上にあるすべての格子点は、辺の二端点を除き、内部の格子点になり、辺の二端点は辺上にある格子点になる。
共有する辺の上の格子点を c とすると、内部にある格子点について
iPT = (iP + iT) + (c − 2)
辺上にある格子点について
bPT = (bP + bT) − 2(c − 2) − 2
が成り立つ。
両式を移項整理し、
iP + iT = iPT − (c − 2)
bP + bT = bPT + 2(c − 2) + 2
である。
ここで、同定理が P と T で独立に成り立つと仮定したから、
SPT = SP + ST
       = iP + ½bP − 1 + iT + ½bT − 1
       = (iP + iT) + ½(bP + bT) − 2
       = iPT − (c − 2) + ½{bPT + 2(c − 2) + 2} − 2
       = iPT + ½bPT − 1
従って、同定理が n 個の三角形でできている多角形について成り立つのであれば、n + 1 個の三角形でできている多角形についても成り立つことがわかる。
そこで、同定理が任意の三角形について成り立つことを示せば、数学的帰納法により証明が完結する。
この場合の論証は、以下の簡単な 3 段階でできる。
- 辺が軸に平行な任意の長方形に対し、同公式が成り立つことを直接確かめる。
- 上記の長方形を対角線に沿って切り離して得られる直角三角形に対して、同公式が成り立つことを示す。
- 任意の三角形は、3 つ以下の上記直角三角形および 1 つ以下の上記長方形を付加することにより、1 つの長方形にすることができる。同公式は直角三角形と長方形について成り立つので、この様な三角形についても成り立つ。

最後の段階では、多角形 PT と三角形 T について同定理が成り立てば、P についても成り立つことを使う。これは、上記の論証とほとんど同様に計算により示される。

## 格子正多角形
ピックの定理を用いると全ての頂点が格子点上にある格子正多角形は正四角形以外には存在しないことが示せる。
例えば一辺が a の正三角形の面積 S は
{\displaystyle S={\frac {\sqrt {3}}{4}}a^{2}}
である。{\displaystyle a^{2}\,} は格子点間の距離の二乗なので、三平方の定理から{\displaystyle a^{2}\,} は整数である。したがって格子正三角形の面積 S は √3 が
無理数であることから無理数である。しかしピックの定理から S は有理数（この場合は整数または半整数）であるので、S は無理数かつ有理数となり、格子正三角形が存在しないことが証明できる。正四角形以外の正多角形の面積は（{\displaystyle a^{2}\,} が整数のとき）無理数であるので、正五角形以上の格子正多角形もピックの定理の結果に反するため存在しない。